# Quarto Esquadrão do Sétimo Grupo de Aviação
O 4º Esquadrão do 7º Grupo de Aviação (4.º/7.º GAV) ou Esquadrão Cardeal foi uma unidade da Força Aérea Brasileira (FAB) de patrulha marítima e guerra antissubmarino sediada na Base Aérea de Santa Cruz, Rio de Janeiro. Ele teve origem no 1.º Grupo de Aviação Embarcada (1.º GAE), criado em 1957 para operar a bordo do porta-aviões Minas Gerais da Marinha do Brasil, mas esteve no cerne da disputa entre a Marinha e Aeronáutica pelo direito a ter aeronaves nesse navio. Somente em 1965 o 1.º GAE, equipado com aviões Grumman S-2 Tracker, denominados P-16 no Brasil, passou a operar no porta-aviões. Em 1998 o 1.º GAE foi desativado, e seu sucessor, o 4.º/7.º GAV, voou o Embraer EMB-111 “Bandeirulha”, sem relação com os porta-aviões da Marinha, até sua desativação em 2011.

## Origens
Em resposta à aquisição do Navio-Aeródromo Leve (NAeL) Minas Gerais pela Marinha do Brasil (MB), em fevereiro de 1957 a FAB criou o 1.º Grupo de Aviação Embarcada (GAE) para operar a bordo desse porta-aviões. Dessa forma, a FAB almejava manter seu monopólio sobre a aviação militar, que a MB pretendia quebrar. A essa época a MB já começava a formar pilotos para recriar sua Aviação Naval. As relações entre as duas corporações deterioraram, e consequentemente, a FAB a princípio não foi informada de qual seria a função do porta-aviões. Por precaução, esse grupo foi planejado com um esquadrão de caça e outro de patrulha antissubmarino. Quando a MB informou que o Minas Gerais se destinaria à guerra antissubmarino, o planejado esquadrão de caça foi substituído por um de helicópteros. Assim, o grupo teria um esquadrão de aviões (1.º/1.º GAE), outro de helicópteros (2.º/1.º GAE) e um esquadrão de apoio.
As opções de avião antissubmarino no mercado eram poucas. A FAB optou pelo Grumman S2F Tracker, designado P-16 no Brasil, um avião bimotor capaz de acomodar uma variedade de sensores e armamentos. Só foi possível comprar 13 modelos S2F-1, quando a Marinha dos Estados Unidos já usava o S2F-3. Quanto aos helicópteros, os americanos queriam vender o Vertol, da HUP, mas a FAB escolheu seis HSS-1N Seabat. As aeronaves foram negociadas como parte do Acordo de Fernando de Noronha, pelo qual o governo brasileiro permitiu aos Estados Unidos operarem uma estação de rastreamento de satélites no arquipélago brasileiro.
As aeronaves embarcadas eram uma novidade completa para a FAB. A estrutura do grupo era diferente, pois ele precisaria fazer algumas tarefas de manutenção a nível de base por conta própria, em terra ou a bordo. O pessoal foi retirado entre os oficiais e graduados destacados profissionalmente em outras unidades; seus comandantes tiveram reclamações, mas a FAB atribuía importância a esse investimento. O grupo foi ativado em novembro de 1958 e inicialmente treinou na Base Aérea de Santa Cruz com seis aviões B-25 e cinco AT-6D e dois helicópteros H-13J. Um convés de voo de porta-aviões foi pintado na cabeceira da pista na base.

P-16 Tracker na Base Aérea de Santa Cruz

O conhecimento técnico seria obtido no exterior. Um primeiro grupo de cinco oficiais visitou a Marinha dos Estados Unidos e o HCMS Warrior, da Marinha Real do Canadá, em 1959, e o restante dos especialistas foi enviado para diversos cursos e bases nos Estados Unidos. Ao final do treinamento, o efetivo do 1.º GAE reuniu-se em janeiro de 1961 em Key West, Flórida, para receber suas aeronaves. Na Flórida, os pilotos treinaram pousos e decolagens no porta-aviões USS Antietam. Foi na viagem de retorno ao Brasil que os pilotos de P-16 ganharam seu apelido de “cardeais”, uma referência a seus bonés vermelhos.
O 1.º GAE estava plenamente operacional, e o Minas Gerais já estava no país desde fevereiro de 1961, mas a Marinha não admitia a presença da FAB no navio. Os aviadores improvisavam treinamentos, com pousos simulados em porta-aviões, conhecidos como “catrapo”, e operações de patrulha. Quando a autoridade dos ministros militares foi questionada na Campanha da Legalidade, as autoridades militares quiseram demonstrar a união entre as Forças Armadas. Na “Operação Anel”, como seria conhecida na FAB, os P-16 embarcariam no Minas Gerais e sobrevoariam Porto Alegre para ameaçar de bombardeio a Brigada Militar do Rio Grande do Sul e outros defensores da posse do vice-presidente João Goulart. O 1.º GAE aguardou as ordens, mas foi então informado que o Minas Gerais já havia deixado o porto com destino desconhecido. A operação nunca se realizou.
Em 7 de setembro de 1962 houve o primeiro pouso de um helicóptero da FAB no Minas Gerais, como gesto de fraternidade, mas as lideranças da FAB e MB permaneciam inflexíveis. O grupo realizou missões independentes, notavelmente na “Guerra da Lagosta”. Em fevereiro de 1963, sete P-16 foram deslocados a Natal, Rio Grande do Norte, armados de bombas e foguetes. Eles voaram cerca de 15 dias para vigiar a frota de pesqueiros franceses, protegida por dois navios da Marinha Francesa, nas águas próximas ao litoral brasileiro.

## Operações noMinas Gerais

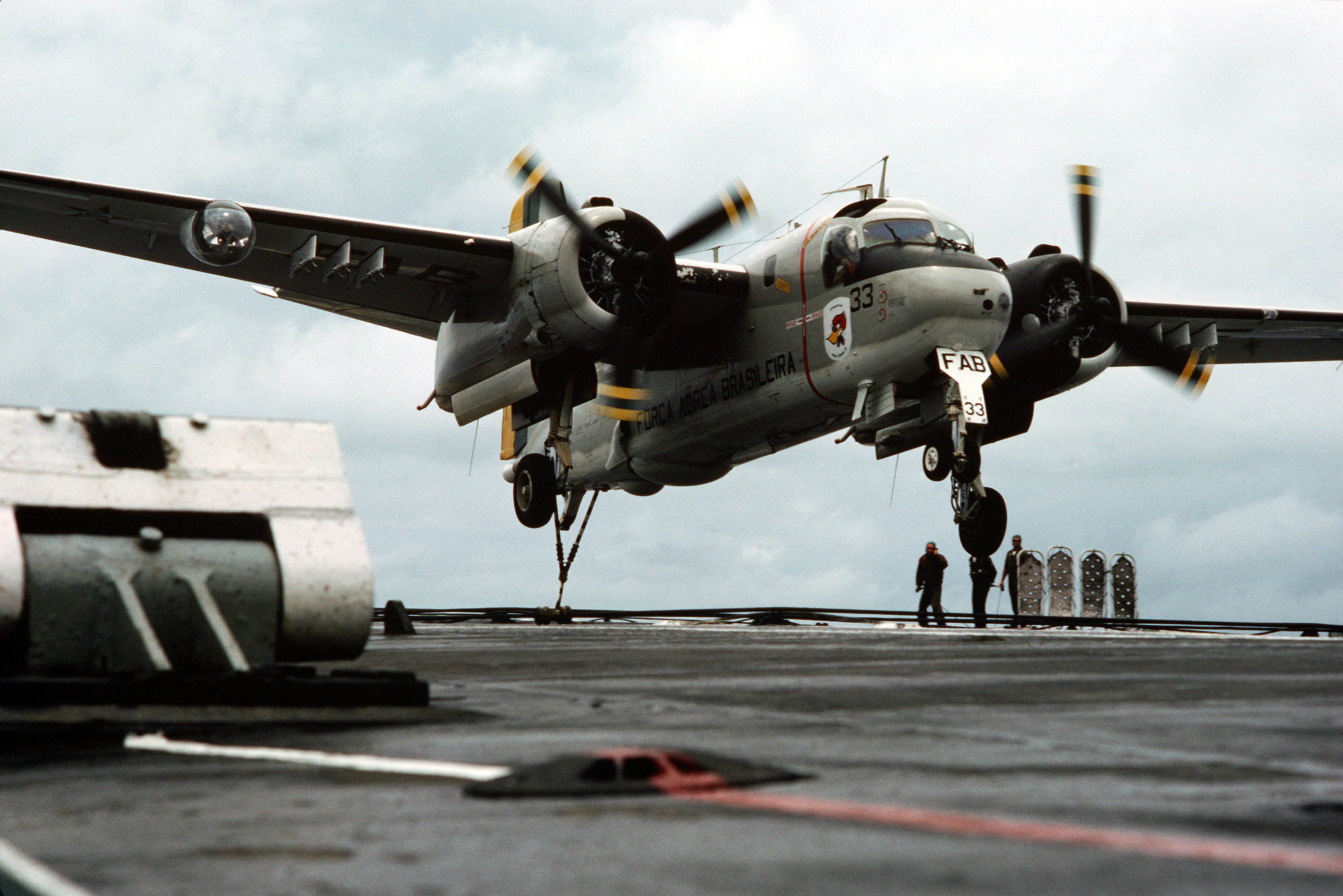
Pouso de P-16 no Minas Gerais

A disputa entre a Marinha e Aeronáutica foi encerrada por decreto do presidente Castelo Branco em 1965: a FAB teria que aceitar os helicópteros da Aviação Naval, mas os aviões a bordo do Minas Gerais seriam os da FAB. A MB tinha alguns aviões até esse momento, mas eram tecnologicamente inferiores aos P-16 da FAB. Em decorrência do acordo, o 1.º GAE pôde iniciar suas operações embarcadas, mas perdeu seu 2.º Esquadrão, cujos helicópteros foram transferidos à Aviação Naval e alocados ao 1.º Esquadrão de Helicópteros Antissubmarino. O primeiro pouso de um P-16 no Minas Gerais foi em 22 de junho de 1965.
Quando embarcado, o 1.º GAE subordinava-se diretamente ao comandante do navio e obedecia à programação de voo de seu Chefe de Operações. Esse arranjo misto (Marinha/Aeronáutica) da aviação embarcada não existia em nenhum outro país no período. A convivência inicial entre marinheiros e aviadores teve dificuldades, e o pessoal embarcado da FAB ganhou o apelido de “praga azul”, referência à cor de seus uniformes. Mas as relações melhoraram, e já estavam boas na década de 1970. No exercício internacional UNITAS IX, em 1968, marinheiros e aviadores demonstraram entrosamento. Entretanto, a estrutura de pessoal nas duas corporações era muito diferente: os oficiais da FAB eram mais jovens que os da MB, e o pessoal técnico do 1.º GAE era quase todo de sargentos, enquanto o navio tinha principalmente cabos e marinheiros. Os marinheiros subalternos e de 1ª classe não podiam ser alojados junto com os sargentos e, além de suas especialidades, cumpriam outras funções no navio. Consequentemente, sua relação com os sargentos da FAB era complicada.
Os pousos e decolagens eram desafiadores: o P-16 era um dos maiores aviões embarcados do mundo, e o Minas Gerais, um dos menores porta-aviões. Durante as decolagens livres, um P-16 corretamente posicionado tinha a ponta de sua asa direita a apenas três metros do anteparo da ilha do Minas Gerais. O lançamento por catapulta imprimia 90 nós de velocidade numa corrida de cerca de 45 metros; a aceleração era tão forte que o piloto “apagava” por dois a três segundos. Nos primeiros pousos, os pilotos, acostumados a longas pistas em terra, precisavam superar uma barreira psicológica: a pista de pouso, cercada de água, tinha apenas 145 metros. Os primeiros anos de pousos e decolagens foram somente diurnos, mas a missão do grupo exigia a operação noturna. Somente em 1971 o pessoal da FAB e MB foi treinado o suficiente para iniciar operações noturnas.
Além das operações com a MB, o 1.º GAE operou aviões a partir dos porta-aviões USS Randolph e USS America, da Marinha dos Estados Unidos, e nas operações conjuntas ARAEX com a Armada Argentina. Em 1974 tiveram uma missão única, conduzindo um salto de paraquedistas do PARA-SAR da FAB. Em toda sua história, embarcou 171 vezes e esteve 1 382 dias no mar e realizou 14 072 pousos enganchados diurnos, 2 764 noturnos e 2 944 catapultagens. 3,3% (556) pousos foram abortados (“bolters”), e houve apenas uma fatalidade durante as operações embarcadas. Até 1980, cinco P-16 foram perdidos, dois deles no porta-aviões.

## Trocas de aviões

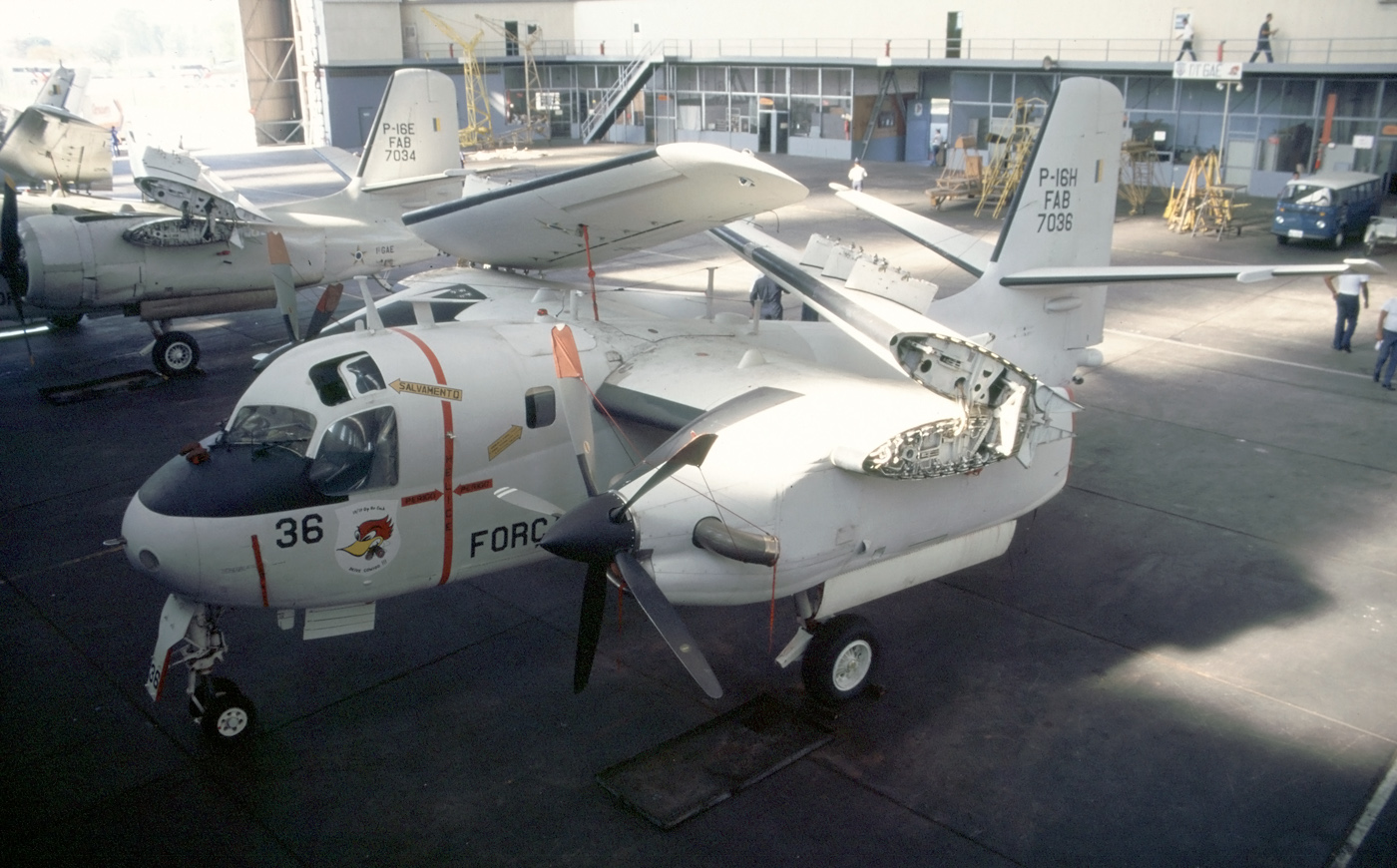
O avião de número 7.036, o único convertido ao padrão P-16H

Após dez anos de operações com o P-16, seus equipamentos eletrônicos tornaram-se obsoletos, e a aquisição de sobressalentes ficou difícil. O 1.º Esquadrão substituiu seus P-16 por oito P-16E (Grumman S-2E) adquiridos de estoques da Marinha dos Estados Unidos em 1974. Os P-16 antigos foram designados P-16A. Oito deles foram convertidos ao padrão UP-16, removendo seu equipamento antissubmarino e ganhando a capacidade de transportar até cinco passageiros. Eles foram aproveitados para reativar o 2.º Esquadrão, cujos aviões convertidos em transportes utilitários faziam a ligação aérea terra-navio, enquanto os demais serviam para o treinamento. De 1976 a 1988 foram adquiridos mais seis S-2E. Designados P-16 logísticos, eles serviram para a reposição de peças dos aviões na ativa.
A FAB ainda acreditava em manter seu domínio sobre a aviação embarcada de asas fixas. De 1975 a 1979, com o Minas Gerais em reparos, o 1.º GAE ficou restrito a operações em terra. Ele retomou as operações embarcadas, mas ao final da década de 1980, os P-16E demonstravam obsolescência. Os suprimentos, especialmente para os motores, eram cada vez mais difíceis de obter. A FAB iniciou estudos de substituição dos equipamentos eletrônicos e dos motores. Os motores a pistão Wright R-1820-82C, de 1525 HP, seriam substituídos pelos turbo-hélices Pratt &Whitney PT6A-67CF de 1650 HP. Em 1990 um P-16E foi transferido às oficinas da empresa canadense IMP, em Halifax, e retornou no mesmo ano com um novo motor e a designação de P-16H. Várias deficiências foram identificadas nas operações a bordo. A empresa era inexperiente, e a FAB tinha recursos insuficientes para levar adiante o projeto. Nenhum mais dos doze aviões planejados foi convertido a P-16H.
O Minas Gerais foi se tornando um porta-helicópteros. Na difícil situação orçamentária da Aeronáutica na década de 1990, outros projetos tomavam muito mais prioridade que a aviação embarcada. A FAB tomou a decisão drástica e unilateral de aposentar os P-16, deixando o Minas Gerais sem aviões. O último pouso e toques e arremetidas do 1.º GAE no porta-aviões ocorreram em outubro de 1996. A Marinha aproveitou essa oportunidade para reaver seu direito de operar aviões, constituindo o 1.º Esquadrão de Aviões de Interceptação e Ataque.
Desativados os P-16, o 1.º GAE começou a voar o P-95 Bandeirulha. Trata-se de um avião terrestre, mas de função de patrulha marítima. A unidade foi extinta em 1998 e transformada no 4.º/7.º Grupo de Aviação, aproveitando seu pessoal e equipamento. O nome de “Esquadrão Cardeal” foi mantido. Essa unidade continuou em operação até 2011, realizando missões de patrulha marítima do litoral sul da Bahia até o litoral paulista. Como missão secundária, ele podia realizar a busca e salvamento.